# ルイヨウボタン属
ルイヨウボタン属（ルイヨウボタンぞく、学名：Caulophyllum、和名漢字表記：類葉牡丹属）はメギ科の属の一つ。

## 特徴
多年草。太い地下茎が横にはい、ひげ根がはえ、古い茎の基部が残る。茎の基部には根出葉はなく、鱗片葉がある。茎につく葉はふつう2個あり、茎の上部で互生する。葉は2-3回3出複葉で、短い葉柄があるか、またはない。花序は茎の先端か葉腋から集散状につく。外萼片は3-6個あり、花時には落ちる。内萼片は6個で黄緑色の花弁状になる。蜜腺をもつ花弁は6個で小さい。雄蕊は6個、葯は外側を向く。雌蕊は1個で、胚珠は2個。花後、心皮は発達せずに脱落し、種子が裸出して液果状になり、発達した珠柄がある。
東アジアに1種、北アメリカに2種分布し、日本には1種が生育する。

## 種

### 日本に分布する種
- ルイヨウボタン Caulophyllum robustum Maxim. -日本のほか、樺太、ウスリー、朝鮮、中国に分布

### その他の種
- Caulophyllum giganteum (Farw.) H.Loconte & W.H.Blackw. -北アメリカ大陸東部に分布
- Caulophyllum thalictroides (L.) Michx. -北アメリカ大陸東部に分布

## ギャラリー

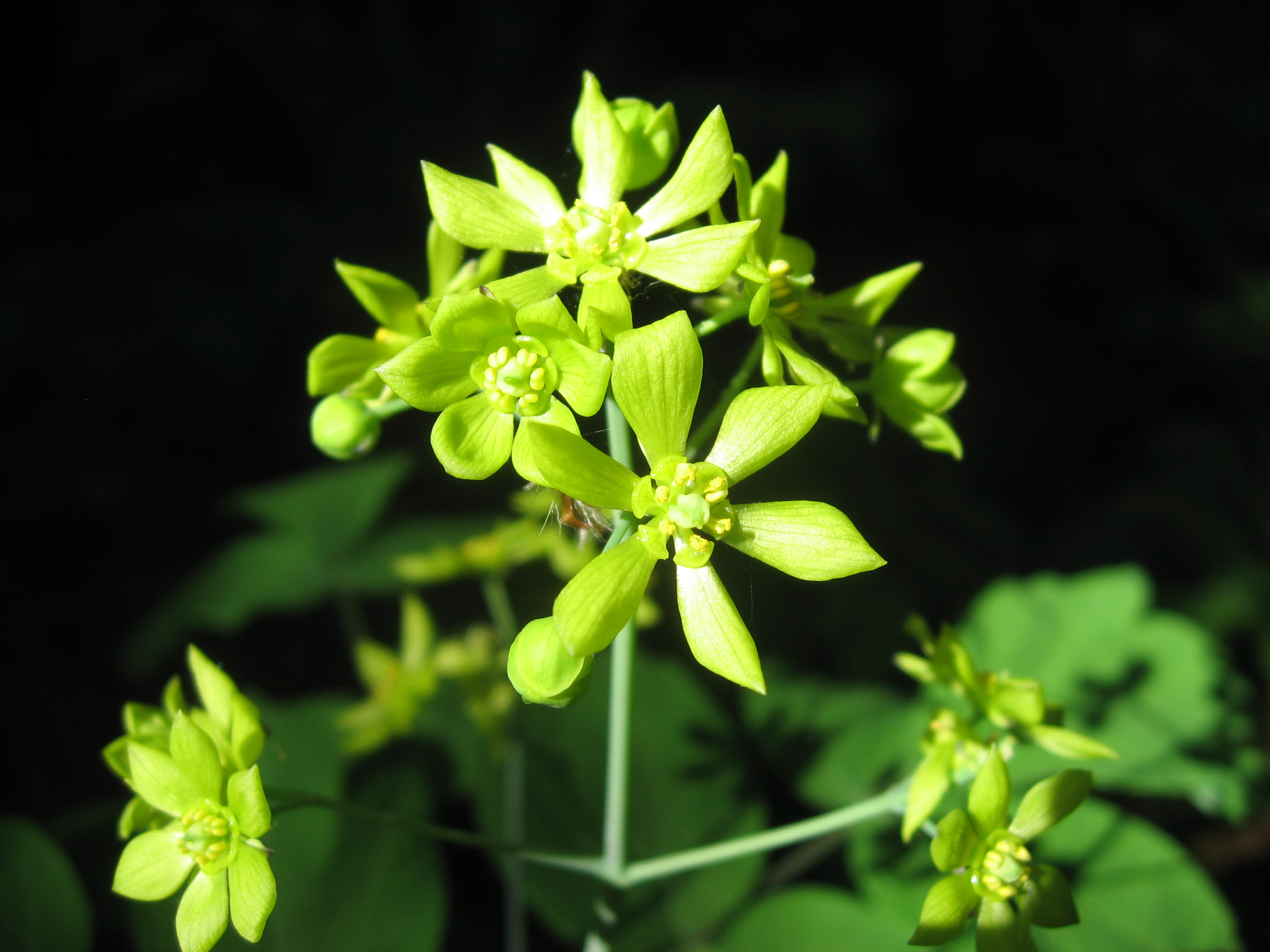
Caulophyllum robustum ルイヨウボタン
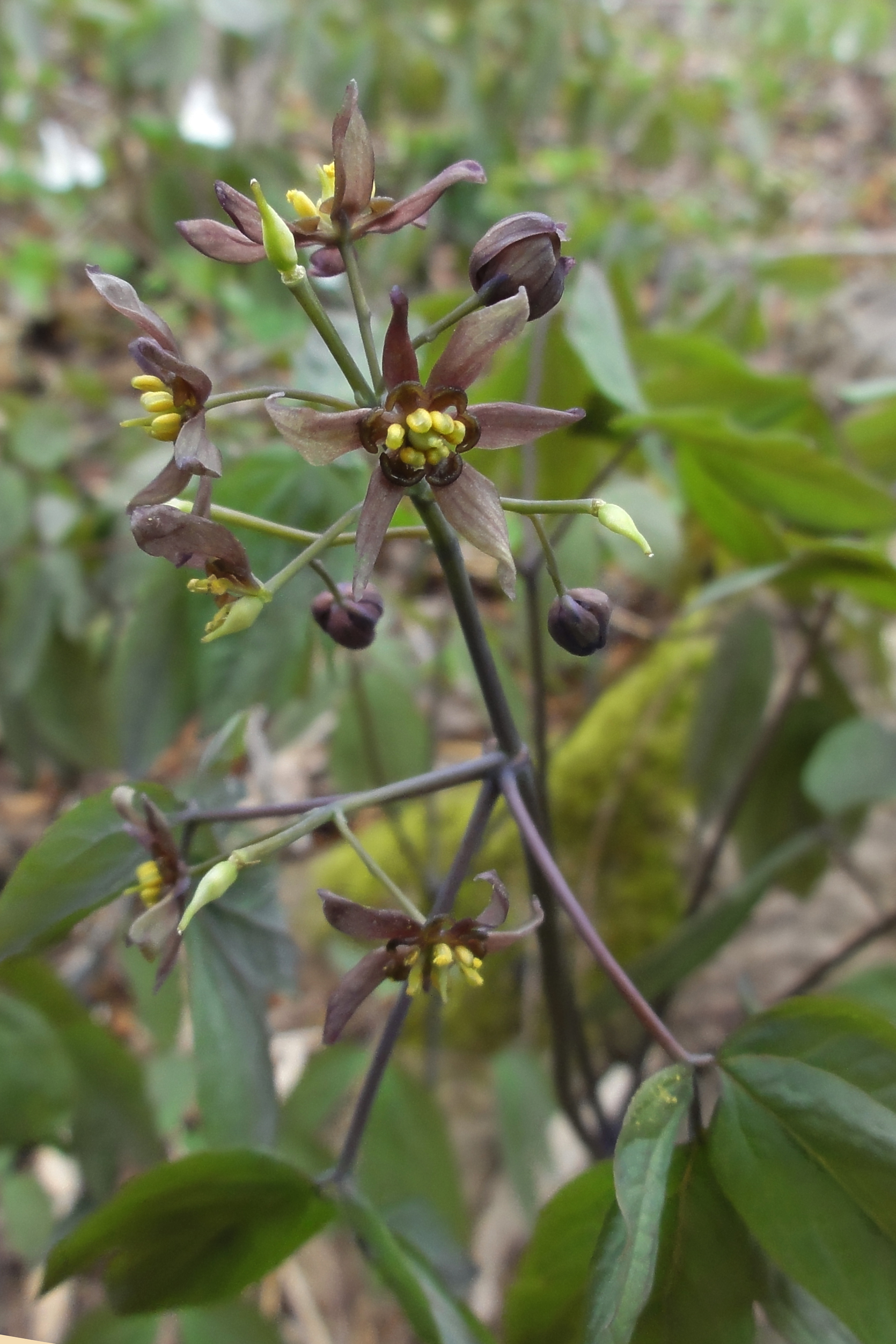
Caulophyllum giganteum
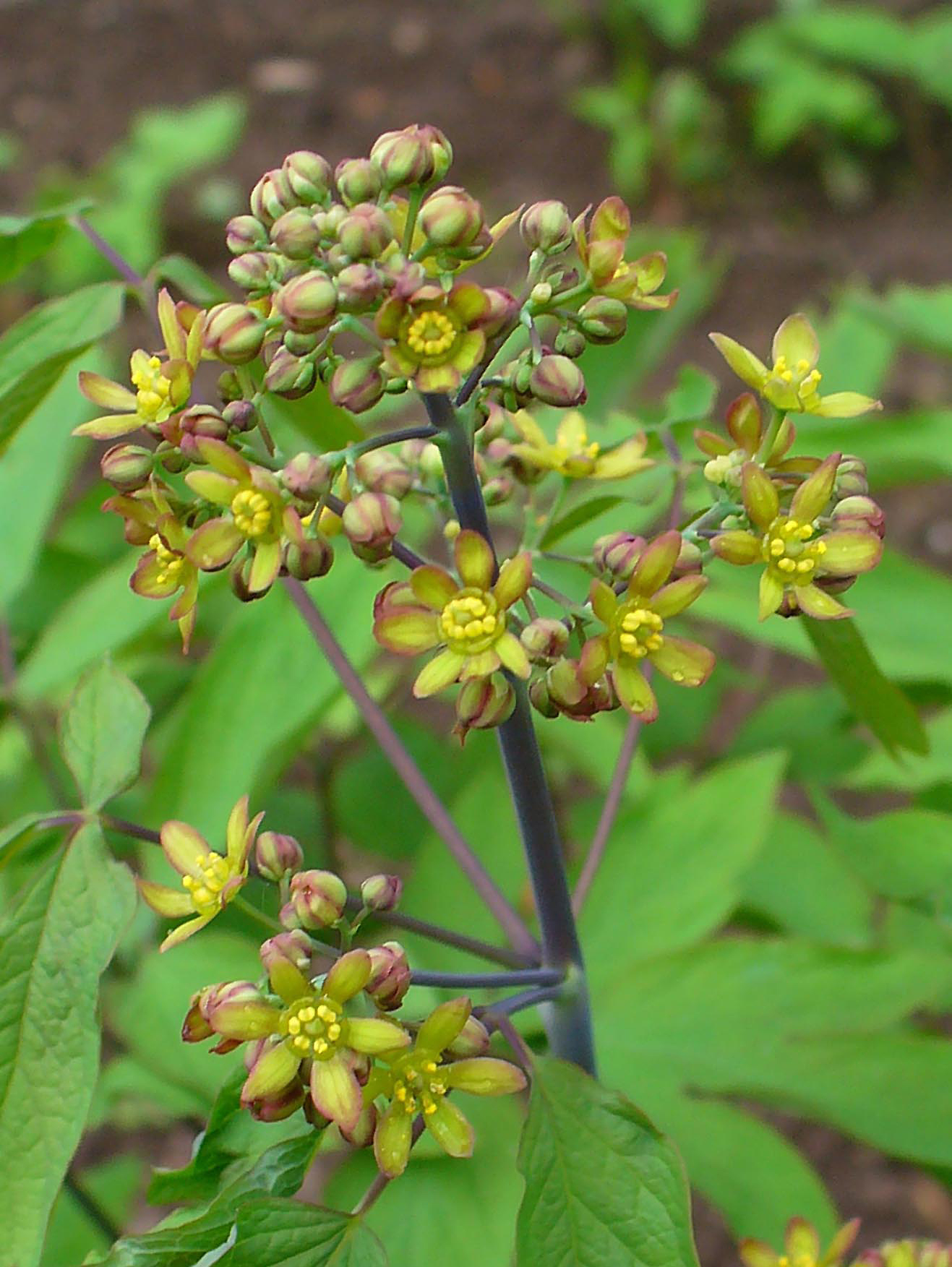
Caulophyllum thalictroides